# Schlieper & Laag
Die Stückfärberei Schlieper und Laag AG war zunächst ein Zusammenschluss der Seidenwebereien Seidenfärberei und Appretur Alexander Schlieper (Vohwinkel-Hammerstein, gegründet 1897) und der Seidenfärberei und Appretur Heinrich Laag & Cie. (Düsseldorf, gegründet 1880). Ab 1911 kam die Hildener Stückfärberei GmbH (1897–1983 Hilden, Ecke Neustraße 54 -Hofstraße 34) hinzu. Die fusionierten Firmen hatten ihren Sitz in Vohwinkel, Buchenhofener Straße 49–55 und Zweigniederlassungen in Düsseldorf und Hilden.
Die Stückfärberei ist das Färben fertiger Web- oder Wirkwarenbahnen. Die Färbung erfolgt entweder spannungsfrei im losen Gewebestrang auf der „Haspelkufe“ oder in offener Breite unter Spannung für feste Gewebe auf dem „Jigger“.

## Einzelfirmen: Schlieper; Laag; Hildener Stückfärberei (1880 bis 1910)

### Alexander Schlieper
Die Seidenweberei Gebhard & Co. verarbeitete Mitte des 19. Jahrhunderts Maulbeerspinnseiden. Um die Seidenwaren verkaufsfertig zu machen, betrieb Gebhard in Elberfeld, Obergrünstraße, in einem Hinterhaus eine kleine Appretur. Von ihr erwarben die Brüder August und Rudolf Bönten um 1880 den Betrieb. Neben Seidenware appretierten sie auch Baumwollstoffe von anderen Webereien.

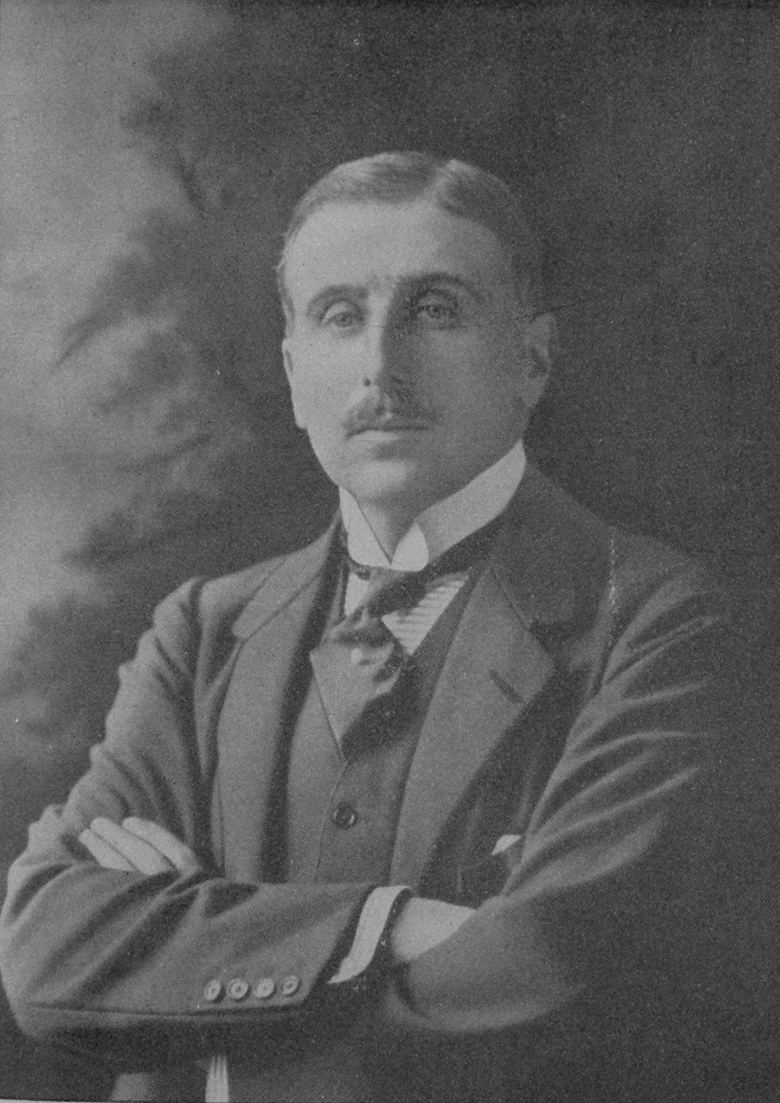
Edmond Gillet (1873–1931)

Nachdem der Raum zu klein wurde, zog man nach Elberfeld, Weidenplatz um. Am 1. Oktober 1887 ging die Firma Bönten an Alexander Schlieper (* 16. Januar 1862 in Elberfeld; † 20. Oktober 1916) über. Dessen Vater Gustav Schlieper (* 20. Juni 1837 in Elberfeld; † 26. März 1899 in Nizza), war Teilhaber der Elberfelder Stoffdruckerei Schlieper & Baum. Die Hauptkunden von Alexander Schlieper waren die Seidenweberei Gebhard und die Seidenweberei H. E. Schniewind in Haan.
Um in der Stückfärberei einen Erfahrungsaustausch zu erzielen, wurden Kontakte zwischen Elberfeld und den Inhabern der Lyoner Firma Gillet & Fils, Edmond Gillet (* 19. September 1873 in Lyon; † 15. Oktober 1931 in Paris) und Charles Gillet (* 26. November 1879 in Lyon; † 30. Mai 1972 in Lausanne) gesponnen. Mit französischen Maschinen konnte Schlieper sogenannte „Lyoner Artikel“ anbieten.
Zusätzlich importierte Deutschland gefärbte Seidenwaren. Da jedoch die Seidenimporte in der Qualität zu wünschen übrigließen, importierte das Bremer Unternehmen Barth & Könenkamp asiatisches Rohgewebe, das dann bei Schlieper gefärbt und appretiert wurde. Er baute sich damit ein weiteres Standbein auf. Das war der Grundstein, dass später Schlieper & Laag der maßgebliche Ausrüster für asiatische Seidenstoffe (japanische Habutais wie Pongés) Japons in Deutschland war und über Jahrzehnte blieb.
Da das Geschäft immer mehr wuchs, suchte Schlieper einen neuen Standort an der Wupper. Der Neubau in Hammerstein, einem Ortsteil der Stadt Vohwinkel, war Ende 1899/Anfang 1900 beendet. Bei der weiteren Betriebserweiterung wurde das Gelände des nördlichen Nachbarn, der Hammerstein Färberei von Carl Assauer, mit einbezogen. Dieses nördliche Gelände wurde später die Hammersteiner Färberei GmbH (Vohwinkel-Hammerstein). Alexander Schlieper färbte Baumwoll-, Schirm- und halbseidene Futterstoffe. Halbseidene Futterstoffe wurden für Jackenkleider, Herrenanzüge, Mäntel, Hüte und Taschen verwendet. Dazu kamen Grenadine,- Mousseline-, Krepps und Krepp-Georgette-Stoffe.
Schlieper brachte die gefärbten Stoffe mit einer Appretur (Finish) heraus.
Im ursprünglichen (südlichen) Firmengelände wurde die Appretur in zwei Teile geteilt. Im mittleren Teil bis zur Färberei belegte die Appretur für alle leichten Kleiderstoffe und modische Artikel die Räume. Im südlichsten Teil des Geländes war die Appretur für alle klassischen Artikel einschließlich der Ostasiaten und der Futterstoffe untergebracht. Aus den Appretur-Abteilungen wurde später die Schlieper & Laag GmbH (Vohwinkel).

### KG Heinrich Laag & Cie.
Nach seiner Lehrzeit in der „Teinturerie Jolly Belin“ (Färberei Jolly Belin), Paris, lernte Heinrich Laag (* 1850; † 14. Mai 1933 in Düsseldorf) die Lyoner Seidenfärberei Gillet & Fils kennen. Als ihn der wohlhabende Kunstmaler Adolf Eduard Storck (Düsseldorf) und Adolf Focke (Bremen) finanziell unterstützten, gründete er 1880 die KG Heinrich Laag & Cie., Stückfärberei von seidenen und halbseidenen Stoffen und Seidenplüschen (Düsseldorf, Kaiserswerther Straße). Der von seinem Vater Johann Heinrich Laag 1860 gegründete Betrieb J. H. Laag, Hoffärberei und chemische Waschanstalt, an gleicher Adresse wurde angegliedert.
Während die seidenen und halbseidenen Futterstoffe noch bis ca. 1880 im Strang gefärbt wurden, ging die Färberei zur Stückfärberei über. Heinrich Laag gelang es, die hässlichen weißen Reibstellen beim Abspleißen von Faserfibrillen zu vermeiden, indem er das Färben auf dem „Jigger“ (1880 bis Ende der 1890er Jahre) für die empfindlichen Seidengemische in kurzer Flotte einsetzte. Dabei waren die zu färbenden Stoffe am Stück auf Abrollwalzen aufgewickelt. Sie wurden durch das Färberbad im Trog, die Flotte gezogen und auf der anderen Seite wieder aufgerollt. Damit nicht die erste Partie allen Farbstoff aus der Flotte abzog und dunkel wurde, setzte man die Färbeflotte separat an und dosierte sie langsam in den Jigger ein.
Die Fabrikbesitzer Heinrich Laag aus Düsseldorf und Alexander Schlieper aus Elberfeld waren 1898 Vorstandsmitglieder des „Vereins zur Wahrung der gemeinsamen Interessen der Färberei- und Druckerei – Industrie von Rheinland und Westfalen“.
Die rechte Hand von Laag wurde Jean Schopp, der es vom Lehrling (1887), über Geselle, Meister bis zum Betriebsdirektor in der Geschäftsführung schaffte. Im Management wurde ab 1901 Adolf Eduard Focke, der Sohn des Geldgebers Adolf Focke aufgebaut. Er war bereits Teilhaber der KG Heinrich Laag & Cie. und forcierte den späteren Zusammenschluss.

### Hildener Stückfärberei GmbH

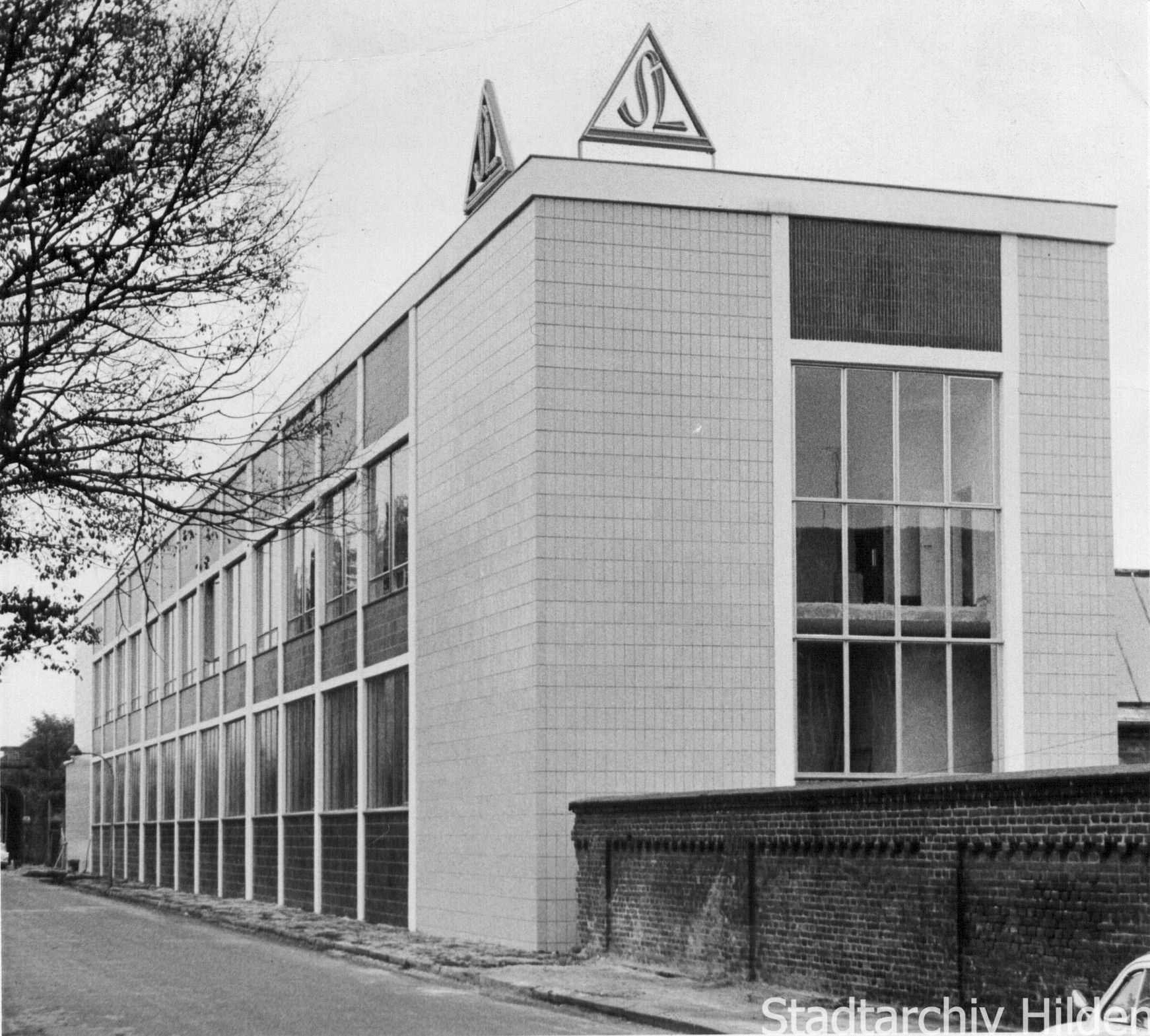
Hildener Stückfärberei Schlieper & Laag, Lagerhallengebäude in der Hofstraße, Architekt Karl Westip (1968)

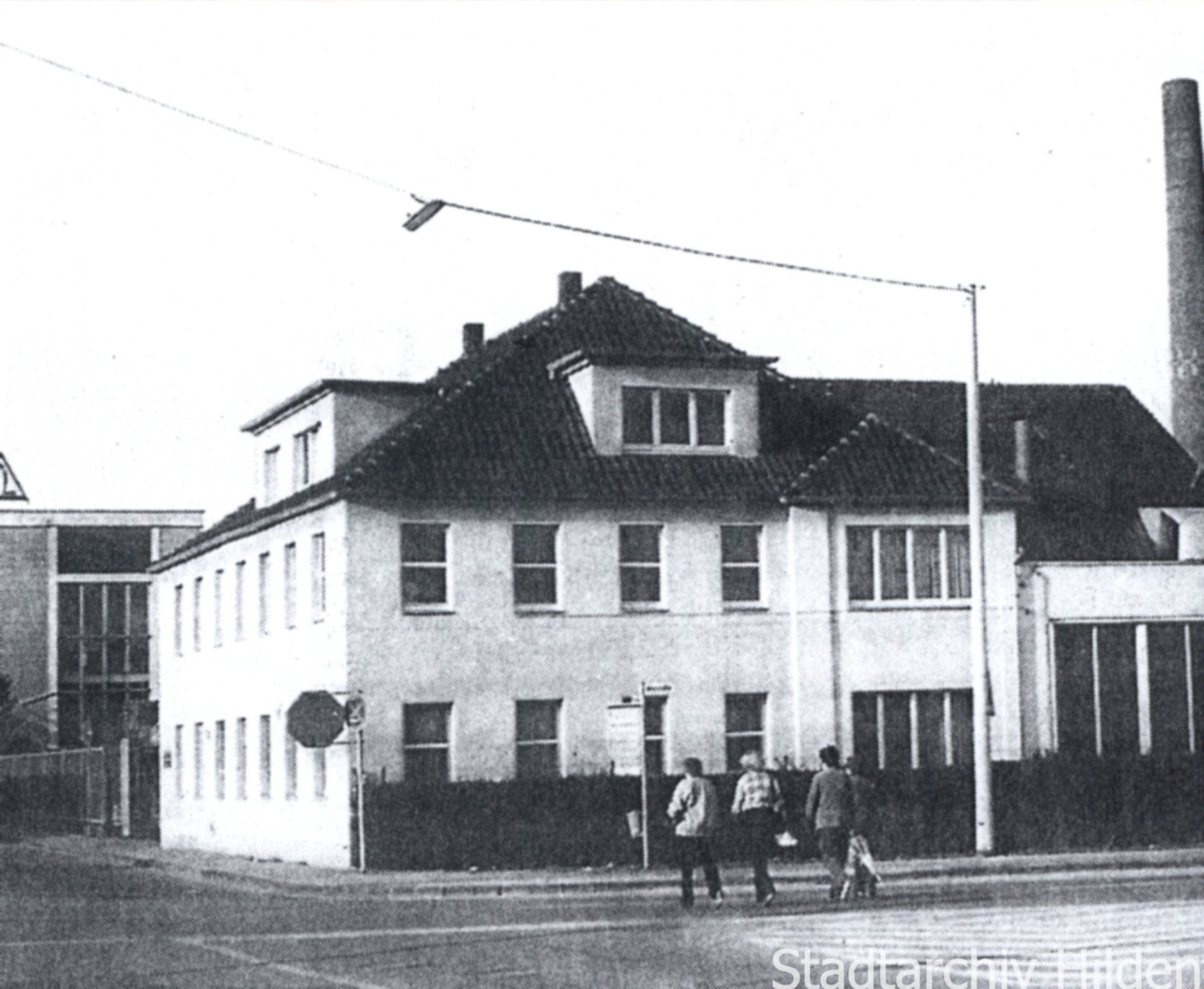
Hildener Stückfärberei Schlieper & Laag, Hauptgebäude in der Neustraße

Bei der Hildener Seidenweberei und Schirmstoffweberei Gressard et Compagnie (Gressard & Co.) wurde 1882 in Folge der Rezession die Produktion von Foulard gefärbten Webwaren eingestellt. An ihrer Stelle traten Einheitsstoffe, und für die Fertigung derselben war – ebenfalls 1882 – eine werkeigene Färberei zunächst auf dem Firmengelände in Hilden eingerichtet worden.
Durch den folgenden Aufschwung ab 1895 musste die werksinterne Färberei bei Gressard einem neuen großen Websaal weichen. Deshalb erwarb die Firma Gressard 1897 außerhalb ihres Werksgeländes an der Hofstraße einen großen Acker und ließ dort 1899 auf dem einen Hektar eine Färberei und Appretur errichten. In dem langgestreckten Gebäude an der Hofstraße waren das Rohstofflager, ein Teil der Appretur, die Abkocherei und Trocknerei, die Disposition, die Kantine und Umkleideräume und der Versand untergebracht. Die Firma färbte als Stückfärberei in Hilden, Hofstr. 34, Ecke Neustraße 54, zunächst die Seidenerzeugnisse der örtlichen Tuchmachereien Gressard & Co. und Kampf & Spindler. Sie lieferte Schirmstoffe für W. Bauermann & Söhne. 1900 wurden in der Neustraße das Büro und Betriebsgebäude errichtet. Die Neustraße hieß damals noch Bachstraße.
Unter Ernst Maurer aus Hilden wurde die Firma 1908 als eigenständiger Betrieb in die Hildener Stückfärberei GmbH umgewandelt. Sie bemühte sich dann zusätzlich um Lohnausrüstungsaufträge.
Als der Webereibesitzer Ernst Niepmann senior (* 24. September 1842 in Schwerte; † 11. April 1906 in Bonn) verstarb, verkaufte sein Sohn Ernst Niepmann junior (* 15. November 1875; † 13. Februar 1947) dessen Gräfrather Seidenweberei für Futterstoffe in der Stadt Gräfrath an die Vereinigten Seidenwebereien in Krefeld. Dafür erwarb er am 4. Februar 1910 den Gressardschen Färbereibetrieb. Er stellte den Kontakt zur Lyoner Firma Gillet & Fils her. Für eine 50%ige Beteiligung erhielt er know how und die für die Modernisierung nötigen finanziellen Mittel.

## Fusionen der Schlieper & Laag AG (1910 bis 1921)

### Schlieper & Laag GmbH
Gustav Holthausen strebte eine Interessengemeinschaft und einen Zusammenschluss der Seidenveredlungsindustrie an. Ihm gelang 1910 der Interessenzusammenschluss der Seidenfärberei und Appretur Heinrich Laag & Cie. Düsseldorf, mit dem Seidenveredelungsbetrieb Seidenfärberei und Appretur Alexander Schlieper, Vohwinkel-Hammerstein, zur Schlieper & Laag Seidenfärberei GmbH (1888–1979) mit Sitz in Vohwinkel und Zweigniederlassung in Düsseldorf.

### Schlieper & Laag AG

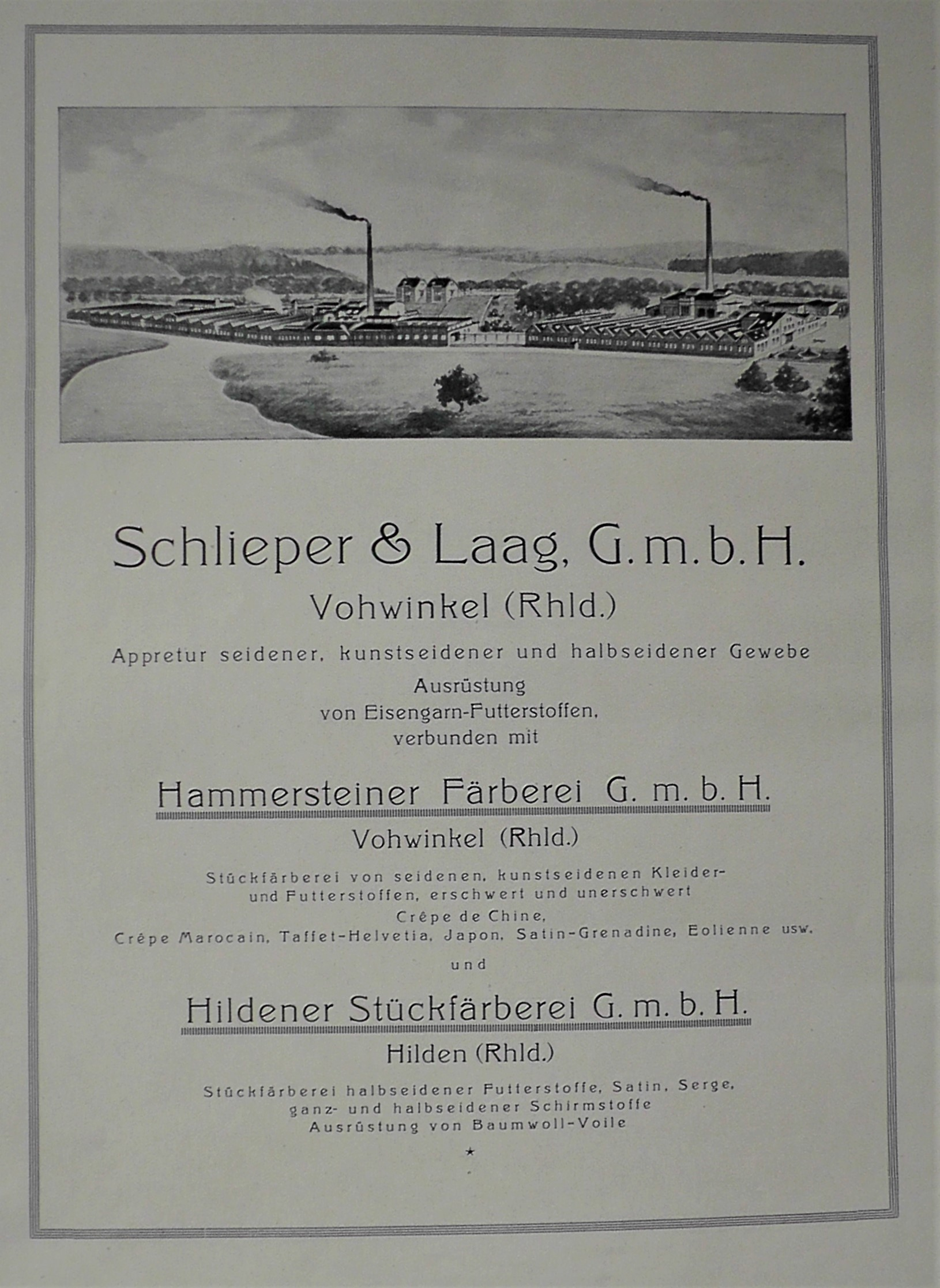
Schlieper & Laag; Vohwinkel-Hilden, Werbung

Mit Rückwirkung zum 1. Oktober 1911 fusionierten die drei großen Seidenfärbereien im Bergischen, die Hildener Stückfärberei GmbH und die zwei Seidenfärberen der Schlieper & Laag GmbH zur Firma Schlieper & Laag AG (HRB 6750 Amtsgericht Düsseldorf). mit Sitz in Vohwinkel-Hammerstein in der Buchenhofener Straße 49–55 und Zweigniederlassungen in Düsseldorf und Hilden. Der Vorstand bestand aus den Herren: 1. Ernst Niepmann, Kaufmann zu Elberfeld, 2. Adolf Eduard Focke, Kaufmann zu Düsseldorf, 3. Kurt Schlösser (* 16. Juli 1882 in Elberfeld), Kaufmann zu Vohwinkel-Hammerstein und Schwiegersohn von Alexander Schlieper, 4. Hugo Lohberg, Fabrikdirektor zu Vohwinkel. Den ersten Aufsichtsrat bildeten die Herren: 1. Alexander Schlieper, Kaufmann und Färbereibesitzer zu Vohwinkel-Hammerstein, alleiniger Inhaber der Firma Alexander Schlieper daselbst, 2. Heinrich Laag, Kaufmann und Färbereibesitzer zu Düsseldorf, 3. Charles Gillet, Färbereibesitzer zu Lyon, 4. Richard Frowein (* 21. September 1879 in Elberfeld; † 1937), Rechtsanwalt zu Elberfeld. Als Geschäftsführer zeichneten Adolf Eduard Focke, Ernst Niepmann, Kurt Schlösser und Hugo Lohberg Senior († 1921). Die Aktien der Gesellschaft wurden übernommen von: Alexander Schlieper (42 %), Heinrich Laag (24 %), Charles Gillet (23,3 %) und Ernst Niepmann (10,7 %). Die einzelnen Betriebe führten ihre Geschäfte in der bisherigen Weise alleine weiter.
Ab 1912 wurde in Hilden die große Färberei gebaut. Das Kesselhaus- und Maschinenhaus lagen günstig zu allen Betriebsabteilungen. Dieser Ausbau waren die Voraussetzungen, dass 1913 die Düsseldorfer Färberei- und Appreturapparate nach Hilden verlegt werden konnten.
Zwischen Alexander Schlieper (Vohwinkel-Hammerstein) und Gillet & Fils (Lyon) entwickelte sich die Zusammenarbeit hervorragend. Gillet & Fils war führend in der Seidenstückerschwerung („zu beschweren“). Das Wissen um die Behandlung mit einer Zinn-Phosphat-Silikat-Kombination und die ersten Maschinen (X-Maschine) wurden von Frankreich nach Deutschland transferiert.
Die Hildener Stückfärberei litt wegen des Ersten Weltkrieges 1914 unter Materialmangel. Trotzdem schrieb das Rheinisches Volksblatt vom 6. September 1914: „Am Dienstag wird gearbeitet“.

### Fusion der Schlieper & Laag AG mit Friedrich Cleff und Gustav Beeck,
Nach dem Ersten Weltkrieg wurden die Betriebe in Hilden und Vohwinkel-Hammerstein unter Leitung von Herrn Adolf Eduard Focke wiederaufgebaut und die Betriebe liefen wieder an.
Am 1. August 1919 folgte die Fusion mit der Firma Friedrich Cleff (Barmen). Sie besaß eine Bandfärberei für schwarzgefärbte Seiden- und Halbseidenstoffe, die als schwarze Schirmstoffe und schwarze Kleiderstoffe Verwendung fanden.
Um neben dem Stückfärben auch das Strangfärben anbieten zu können, wurde die Strangfärberei Gustav Beeck (Elberfeld, Bleichstraße) am 24. Oktober 1919 integriert.

## Westdeutsche Textil AG (WETAG) (1921 bis 1924)
Im Februar 1921 wurde die Westdeutsche Textil AG (Vohwinkel-Hammerstein) gegründet. Also am Sitz der alten Firma von Alexander Schlieper. Vorstandsmitglieder wurden die Herren Ernst Niepmann und Kurt Schloesser. Alle zugehörigen Betriebe wurden als Tochtergesellschaften in Form von Gesellschaften m.b.H. der WETAG angegliedert.

### Eingliederungen von zehn Firmen zwischen 1922 und 1923 und während der Inflation
Während der Inflation von 1914 bis 1923 zerrann durch die Entwertung das Geld unter der Hand, dass man durch Lohnveredelung verdiente. Deshalb dominierte das Interesse, Warenwerte anzulegen und durch Kredite Tochtergesellschaften zuzukaufen. Die Kredite konnten dann mit inflationärem Geld einfach zurückgezahlt werden. Ab 1923 wurde die Seidenveredelung nur noch zu Goldmarkpreisen verrechnet.
Schon 1922 hatte man sich wieder der Lohnveredelungsindustrie zugewandt. Weil man an der Entwicklung der Kunstseide interessiert war, wurden der WETAG Mitte 1922 die Kunststofffärberei Rheinische Kunstseiden- und Seidenfärbereien Hugo Kaulen sowie Albert Herzog Söhne GmbH mit Betrieben in Barmen, Krebsöge an der Wupper und in Krefeld angeschlossen.
Ende 1922 gliederte man auch den Seidenschwarzfärber Friedrich Colsman (Langenberg) in die WETAG AG. ein.
Das Interesse des Aufsichtsrates wandte sich langsam mehr und mehr von den Lohnveredelungsbetrieben ab hin zu den Eigenveredelungsbetrieben. Am 30. April 1923 wurden zwei Eigenveredlungsbetriebe, die sogenannten Eisengarn-Fertigungsbetriebe eingegliedert, und zwar die Firmen Müller & Siller (Barmen) sowie Hasenclever & Hüser (Beyenburg). Eisengarn aus Baumwollgarn wurde als Herrenmäntel-Ärmel-Futterstoffe und für Schnürsenkel verwendet. Beide Firmen betrieben auch noch die Färbung von Baumwolle und Kunstseide im Strang. Hasenclever & Hüser hatte 1922 eine moderne Wasserkraftanlage mit einer Staustufe der Wupper eingebaut.
Am 1. Oktober 1923 wurde zur Ergänzung der beiden Baumwollgarn verarbeitenden Betriebe die Spinnerei Gebrüder Müller & Co. in Rheydt-Mülfort der WETAG angegliedert. Sie wurde 1925 wieder ausgegliedert, weil ihre Spinnmaschinen nicht die gewünschten Garnnummern liefern konnten.
Mit den Herren H. und A. Pungs fand man fähige Partner. So wurde Anfang 1924 die Mülforter Spinnerei (Rheydt) in die WETAG eingegliedert.
Weil man in Hilden bei Kampf & Spindler mit der eigenen Färbung von stranggefärbten Kunstseidenfutterstoffen begann, nahm bei der Hildener Stückfärberei das Färben von Halbseide ab. In den leerstehenden Räumen stellte man unter der Leitung von Ernst Funccius eine Rohrzieherei auf die Beine. Sie zog Rohre und stellte Fahrradrahmen her. Um die dazu nötigen Bleche kostengünstig zu beziehen, gliederte man 1923 das Kaltwalz- und Röhrenwerk Preyss & Co. (Euenheim bei Euskirchen) ein. Es wurde in Metallwerk Preyss & Co. umbenannt.
Weil man sich auch in Richtung Färben von Kunstseide entwickeln wollte, wurde im Spätherbst 1923 die Baumwoll-Strangfärberei und Strangbleiche Rudolf Schroers GmbH (Schopfheim im Wiesental) der WETAG angegliedert, mit dem Ziel auch im Baseler Raum mit einer Stückfärberei Fuß zu fassen.
Hauptauftraggeber waren die Elberfelder Textilwerke unter Leitung von Kurt Frowein (* 28. September 1885 in Elberfeld; † 12. Januar 1966 in Hamburg) mit den Töchtern Bandweberei Abraham & Gebrüder Frowein (Elberfeld, Uellendahler Straße 70/71); die beiden Möbelstoff- und Futterstoffwebereien Boeddinghaus, Reimann & Co. Reimann & Meyer, sowie die Wollkämmerei und Wollspinnerei Stöhr (Leipzig).;
Die WETAG wurde von den Elberfelder Textilwerken (Etag) veranlasst, im ungarischen Raum zusammenzuarbeiten. Es entstand der Plan, zusammen in Budapest eine Futterstoffweberei für Eisengarne verbunden mit einer Lohnfärberei zu erstellen. Nach Kauf der großen Werkshalle der Fabrik in Erzsebetfalva (später Pesterzsébet) wurde 1924 von den Elberfelder Textilwerken die Ungarische Eisengarnfabrik und von der WETAG die Färberei aufgebaut. Die Eisengarnfärberei wäre unrentabel gewesen und wurde schon während der Bauphase abgedeckt. Mit finanziellen Schwierigkeiten kämpfte die ungarische WETAG-Färberei, bis sie 1928 liquidiert wurde.

## Zeit nach der Währungsreform 1923 bis 1928

### WETAG Holding, Konsolidierung (1924 bis 1928)
Nach der Währungsreform und Einführung der Rentenmark im November 1923 stabilisierten sich die Finanzmärkte und es trat ein wirtschaftlicher Aufschwung ein, der bis zum Einsetzen der Weltwirtschaftskrise im Jahr 1929 andauerte. Die einschlägigen Betriebe der konkurrierenden Eisenbranche hatten sich soweit erholt, dass den Töchtern der WETAG wenig Raum verblieb. Auch waren die Spinnereien, Strangfärbereien und Ausrüstungsbetriebe in finanziellen Schwierigkeiten. Um den Zusammenbruch zu verhindern, wurde wieder Kontakt zu Gillet & Fils (Lyon) aufgenommen. Gemeinsam beschloss man die WETAG wieder aufzuspleißen.
In der Holdinggesellschaft der bergischen Färbereien der Westdeutsche Textil AG (WETAG) in Vohwinkel blieben 1924 erhalten: Schlieper & Laag GmbH (Vohwinkel) ; die Hammersteiner Färberei GmbH (Wuppertal-Hammerstein) und die Hildener Stückfärberei (Hilden); die Friedrich Colsman GmbH (Langenberg); die Friedrich Cleff GmbH (Barmen), die Strangfärberei Kaulen & Herzog GmbH (Barmen und Krebsöge), die Strangfärberei Gustav Beek (Elberfeld) (geschlossen 1925) . Die Tochterfirmen wurden im Aufsichtsrat durch die Herren Heinrich Laag und Kurt Frowein vertreten.
Nach Ausscheiden von Kurt Schlösser bestand 1925 der Vorstand aus Richard Frowein und Ernst Niepmann. Die Geschäftsführung der Schlieper & Laag GmbH (Hilden) lag bis 1928 in den Händen von Adolf Eduard Focke unterstützt durch Jean Schopp (Hilden).
Werner Berendt (* 15. Juli 1892 in Hamburg; † 3. August 1979) wurde am 1. Januar 1925 Geschäftsführer der Hammersteiner Färberei GmbH. Er wurde von Alfred Risler (Vohwinkel) unterstützt. Werner Berendt war bis 1957 in der Geschäftsführung der Hammersteiner Kunstleder GmbH und ab 1947 nach dem Tod von Ernst Niepmann auch alleiniger Vorstand der WETAG.

### Schlichte mit Leinöl
Vor dem Webprozess wurde zur Stärkung des Kettengarns bzw. des Kreppgarns ein Schutzfilm, die sogenannte Schlichte, aufgebracht. Schlieper & Laag (Vohwinkel) war bekannt für das einwandfreie Leinöl-Lösungsschlichten. Dabei wurde ein Leinölfilm als Emulsion auf das Garn aufgebracht. Weitere Firmen, die diese Schlichte-Technik beherrschten, waren: Färberei Schetty (Basel), E. F. Kreß Söhne (Krefeld), Textilausrüstungsgesellschaft (Krefeld) , Etablissement Gamma (Lyon). Nach dem Weben und vor dem Färben musste die Schlichte durch Abkochung wieder entfernt werden.

### Färbereien
Nach der Konsolidierung wurde der Hauptteil der WETAG Aktien durch das Haus Gillet übernommen. Trotzdem konnte jede Leitung einer Tochtergesellschaft ihre Entscheidungen selbständig tätigen, außer es handelte sich um ganz große Investitionen. In allen Betrieben trat die Firma Gillet & Fils mit Mitspracherecht und als Gesellschafter mit 30 % ein. Im Aufsichtsrat der WETAG wurden die Gillet-Interessen durch Umberto Walter (* 1. September 1889 in Mailand; † 13. Juni 1945 in Como) wahrgenommen. Er war Hauptgeschäftsführer der in Como ansässigen italienischen Schwestergesellschaft Tintoria Comense, später in Ticosa S.A. umfirmiert.
Da die Zeit für stranggefärbte Kleiderstoffe wie z. B. der schwarzen Seidentafte und die Strangerschwerung vorbei war, und es keine Großaufträge mehr gab, wurden nacheinander die Strangfärbereien geschlossen oder durch Schlieper & Laag GmbH umfirmiert. Dazu zählten die Firmen Gustav Beeck (Elberfeld) ; Kaulen & Herzog (Krebsöge und Barmen), Friedrich Cleff (Barmen) und Friedrich Colsman (Langenberg).
Um ausreichend Wasser für die Erschwerung beizubringen, siedelte die Erschwerung und die Abkocherei für die erschwerten Seidenwaren nach und nach von 1927 bis 1929 an den oberen Lauf der Wupper nach Krebsöge. Dort gab es weiches Wasser mit 1 bis 2 Grad deutscher Härte.

### Veredelungsverfahren, Ausrüstung
Waren nach dem Weben von Kunstseiden-Kreppgeweben noch scharfe Falten vorhanden, so brachen längs dieser Falten kleine Schlaufen aus dem Gewebe heraus, die dann zu Krepp-Brüchen, auch „Ameisengänge“ genannt, führten. Abhilfe kam durch das Vor-GaufrageVerfahren vor dem Abkochen.
Mit Hilfe einer Walze wurden Muster auf das Krepp-Rohgewebe wie z. B. Crêpe-de-Chine-Gewebe, Seiden-Crêpe-Marocain-Gewebe, Flamengo oder Gewebe aus Viskose-Kette mit Viskose-Krepp graviert. Durch diesen Veredelungsschritt wurde das gesamte Kreppbild gleichmäßig und die gefürchteten Kreppbrüche verschwanden. Ein feineres Kreppbild erhielt man, indem die Ware vor dem Abkochen stark laugierte und dann die Restlauge schnell ausgewaschen wurde.
Eine Weiterentwicklung war, dass man nicht nur auf dem Krepp ein Kreppbild prägen konnte, sondern auch Figuren. Bei der Serie „Mawella“ zog sich eine wellenförmige Zeichnung über das gesamte mattierte Kreppstück hin und gab ihm den eleganten Ausdruck eines fassonierten Gewebes.

## Weltwirtschaftskrise (1929 bis 1932)

### Fusion mit der Färberei Fritz Colsman Langenberg
1930 erfolgte die Fusion der Hildener Stückfärberei Schlieper & Laag mit der Färberei Fritz Colsman Langenberg.

## Vorkriegszeit (1933 bis 1939)

### Schlichte nach Boyeux
1934 waren die Patente für das Boyeux-Verfahren zum Vorschlichten von Kunstseide ausgelaufen. Schlieper & Laag begann sofort mit der Kunstfaser-Färberei Schetty (Basel) zusammenzuarbeiten.
Beim Boyeux Verfahren (Patent FR647178 vom 21. November 1928) wird ein Kunstseidenfaden mit einer Lackschicht durch Tauchen in eine alkoholische 15–20%ige Gummi- oder Harzlösung überzogen. Gibt man der Schlichte Lösung auch Farbstoffe bei, kann das Garn gleichzeitig gefärbt werden. Danach werden die Garne in Luft oder in einer Wärmekammer getrocknet. Zitiert in .

### Färbereien
Die Schlieper & Laag GmbH (Vohwinkel) färbte 1937 für Gebhardt & Co. von Baum KG, Frowein & Co. unter Harald Frowein. 1939 hatte sie 471 Beschäftigte und machte 2,5 Mio. Reichsmark Umsatz.
Im Deutschen Architektur- und Industrie-Verlag (DARI) wurde die WETAG 1939 beschrieben als: Schlieper & Laag GmbH: Appretur seidener, kunstseidener und halbseidener Gewebe, Ausrüstung von Eisengarn-Ärmelfutterstoffen, verbunden mit: Hammersteiner Färberei GmbH (gleiche Adresse): Stückfärberei von seidenen und kunstseidenen Kleider- und Futterstoffen, Crêpe de Chine, Crêpe Marocain, Taffet-Helvetia, Satin Grenadine, Japon, Seide/Wolle-Gewebe den Eoliennes usw. und die Hildener Stückfärberei GmbH, Hilden, Stückfärberei halbseidener Futterstoffe, Satin, Serge, ganz- und halbseidene Schirmstoffe, Ausrüstung von Baumwoll-Voile.
Von 1933 bis 1937 war Ernst Niepmann allein im Vorstand der WETAG. Den Vorsitz des Aufsichtsrats übernahm Richard Frowein. Mit Richard Froweins Tod ging 1937 das Schwergewicht in der WETAG auf den Vorstand über. Vorsitzender des Aufsichtsrates wurde pro Forma Rechtsanwalt Paul Kaufmann. Alle wesentlichen Fragen wurden bis Kriegsausbruch vom Vorstand der WETAG, Ernst Niepmann, mit den Teilhabern Charles Gillet, Francois Balay (* 12. März 1897 in Lyon; † 23. Februar 1962 in Paris), und gegebenenfalls mit Umberto Walter besprochen und entschieden.
Am 6. April 1937 feierte in Hilden Fabrikdirektor Jean Schopp sein 50-jähriges Betriebsjubiläum.

### Auslaufen der Seidenstückerschwerung
Mit dem Auslaufen der Seidenstückerschwerung wurde der Krebsöger Betrieb geschlossen und nach 1939 verkauft.

### Druckerei
Die Appretur für klassische, glatte Gewebe zog Mitte der 30er Jahre nach Hilden um. Dadurch wurde in Vohwinkel Platz für eine Druckerei. Um mit der Konkurrenz der Textilausrüstunggesellschaft (Krefeld) Schritt halten zu können, begann man mit dem Filmdruck hochmodischer Dinge auf 8 Tischen zu 80 m und 2 Tischen zu 50 m. Sie wurden groß auf den Gebieten des Lackdrucks, des Golddrucks und der Kombination von Ausbrennern mit verschiedenen Druckmethoden.

### Verkaufsniederlassung in Krefeld
Schlieper & Laag öffnete in Krefeld ein Verkaufsbüro für gefärbte und mit Motiven bedruckte Stoffe. Der Vertreter war Karl Sauerborn (* 6. Juli 1914 in Krefeld), der später Geschäftsführer der Hildener Stückfärberei wurde.
Bei einem Großauftrag der Firma Deuß & Oetker, Schiefbahn, handelte es sich um stückgefärbte Krawattenstoffe. Die Streifenstoffe waren dreifarbig gefärbt. Die Kette bestand aus Acetatseide und feinfädiger Viskoseseide. Die Kette war in Acetatseide teilweise in Taftbindung teilweise in Satinbindung verwebt. Im Rahmen der Krawattenstoffe entwickelten sie als Erste in Deutschland das knitterfest ausgerüstete Gewebe. Sie hatten das Lyoner Verfahren übernommen, das sulfierte Harnstoff-Formaldehyd bei der Ausrüstung verwandte. Sie arbeiteten eng mit Résines, Vernis artificielles (Paris) zusammen.

## Kriegszeit, Zweiter Weltkrieg (1939 bis 1945)

### Deutscher Charakter der Firma
Mit Beginn des Zweiten Weltkrieges mussten die Fäden und Kontakte zum Hause Gillet & Fils (Lyon), zur Gesellschaft für Textilwerte (Basel) sowie zur Arena Trading Corporation (New York) abgebrochen werden. Um den deutschen Charakter der Firma herauszustellen, wurden auch die Beziehungen zur italienischen Schwestergesellschaft Tintoria Comense (Como) abgebrochen.
Werner Colsman (* 28. November 1899) war 1942 Geschäftsführer.

### Schlieper & Laag GmbH (Vohwinkel), Militäraufträge
Kriegsbedingt stellten die Firma in Vohwinkel „Gasplanen“ her. Das waren leichte, imprägnierte Krepp-Papiere, die mit Casein-Formaldehyd-Suspension getränkt und relativ schnell getrocknet wurden. Sie sollten die Soldaten vor Gasangriffen schützen. Darauf aufbauend gelang der Firma die Fertigung von regensicheren Tarnschutzstoffen und sie entwickelten für gasdichte Stoffe die Kunststoffbeschichtung mit Oppanol in dem Tampour. Das war der Beginn der Kunstleder-Herstellung und der Hammersteiner-Kunstlederfabrik GmbH. Dabei wurden kunstseidene Regenmäntelstoffe zuerst mit Acrylaten beschichtet. Ein militärischer Großauftrag war, von beiden Seiten beschichtete Kunstleder für Abdeckplanen für Panzer in khakibraun und auf der Rückseite tarnbedruckt mit Kunststofflacken. Weiterhin entwickelten sie einen völlig wind- und wetterfesten Westen- und Mantelstoffe für Flieger und U-Boot Fahrer, der als Pelzersatz diente. Der Kräusel-Samt aus Viskose-Grundgewebe mit stückmattem Acetat-Flor war auf der einen Seite mit PVC beschichtet und genarbt. In der Appreturabteilung war durch die Ausrüstung von Fallschirmstoffen für Leuchtraketen die Beschäftigungslage sehr gut.
Ab 1942 hieß die Vohwinkeler Firma Schlieper & Laag GmbH, Stückfärberei und Appreturanstalt, V.-Hammerstein. Sie war Färberei, Druckerei und Appretur für leichte seidene und kunstseidene Gewebe; die erschwerten Seidenkreppgewebe; die asiatischen Gewebe (wie Pongés sowie chinesische Eichenspinnergewebe) und Helvetia und Toiles.
Im Juni 1943 kam es zu einem Bombengroßangriff auf Wuppertal. Für die ausgebombten Betriebe musste im südlichen Teil der Firma Ersatzplatz geschaffen werden. Es handelte sich um die Firma Hamba-Maschinenfabrik, die Flugzeugteile herstellte und die Gasmesserfabrik Eickhoff, die Holzgeneratoren für Lastkraftwagen fertigt. Dafür wurde die Druckerei geschlossen und alle Appreturen auf das Nordgelände verlagert.

### Hildener Stückfärberei und Stoffappretur
Unter dem Wuppertaler Einfluss betrieb 1943 die Hildener Stückfärberei Schlieper & Laag, GmbH zusätzlich zur Färberei auch die Stoffappretur. Sie beschäftigte hundert Personen.
Am Ende des Zweiten Weltkrieges wurde Hilden im März–April 1945 mit Artillerie beschossen. Dadurch waren auch die elektrischen Freileitungen beschädigt. Die Hildener Stückfärberei besaß eine eigene Stromerzeugungsanlage. Sie diente zur Notstromversorgung fürs Krankenhaus und zur Betätigung der Sirenen. Wenn von den Stadtwerken kein Strom geliefert werden konnte, sorgten ihre Dampfpumpen für die Notwasser-Versorgung.

## Nachkriegszeit (1945 bis 1983)

### Schlieper & Laag GmbH (Vohwinkel) geht nach Hilden (1945 bis 1959)

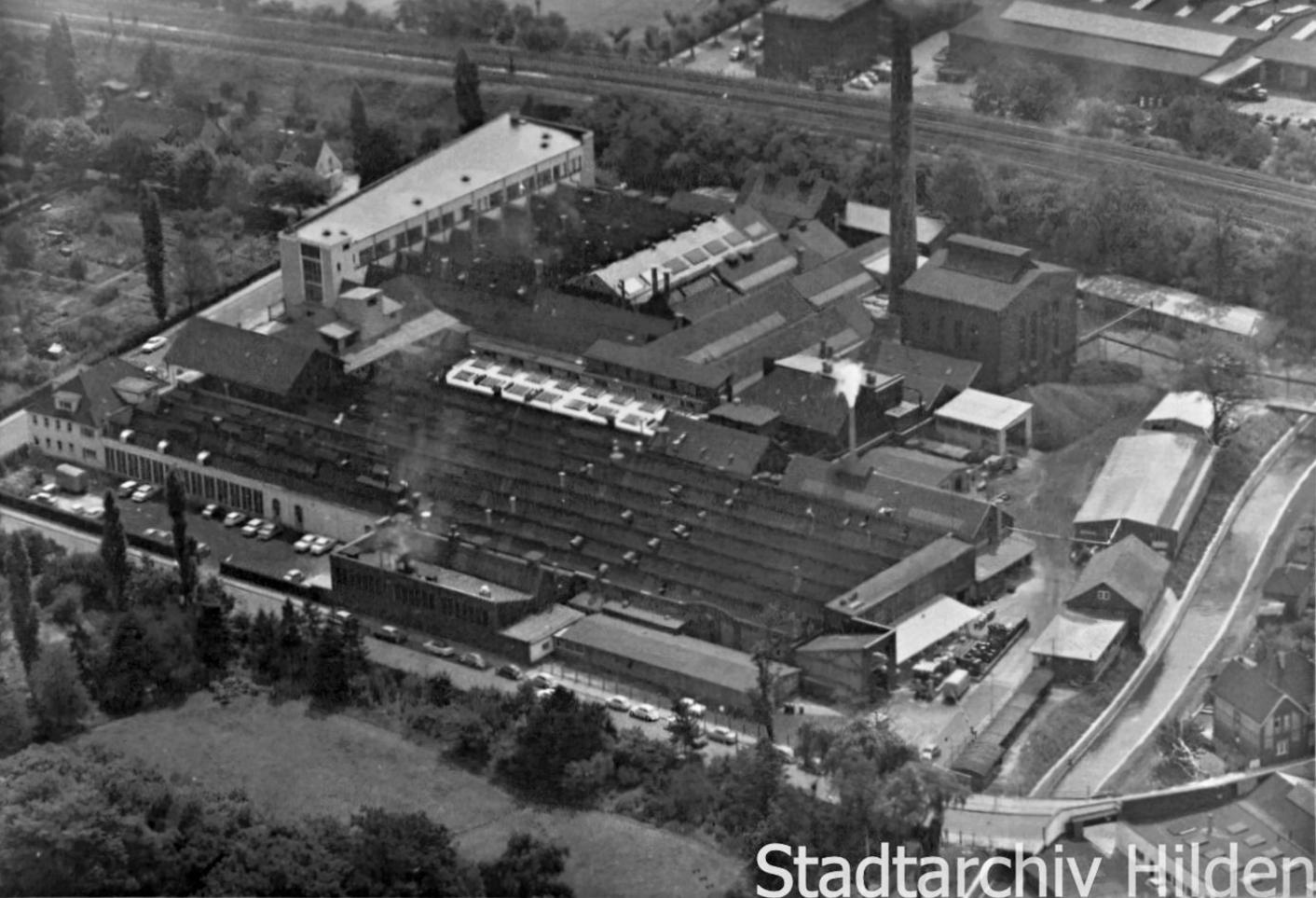
Hildener Stückfärberei Schlieper & Laag, Luftaufnahme

Die Firma Schlieper & Laag GmbH (Vohwinkel) ging in die Schlieper & Laag Färberei und Appreturanstalt über.
Am 1. Januar 1948 ging die Lohnausrüstung der Textilveredelung der Schlieper & Laag GmbH (Vohwinkel) mitsamt dem Appretur-Maschinenpark zur Hildener Stückfärberei Schlieper & Laag GmbH (Hilden) über. Das freiwerdende südliche Gelände war zeitweise an die Bayer AG vermietet.
Nachdem die Appretur von Vohwinkel bereits 1948 nach Hilden verlagert wurde, erfolgte am 30. Juni 1959 in Vohwinkel die endgültige Betriebsaufgabe.

### Hammersteiner Kunstleder GmbH (Ha-Ku)
Der Betriebsteil der früheren Schlieper & Laag GmbH (Vohwinkel), der sich mit der Fertigung von Kunstleder, modischer Kunstwachstuche und mit Leinöl getränktem Stoff beschäftigte, führte seine Fertigung ab 1947 unter der Bezeichnung: Hammersteiner Kunstleder GmbH (Ha-Ku vormals Schlieper & Laag) in Wuppertal-Vohwinkel fort. Es wurden zwei Sheds der ehemaligen Appretur im Südgelände wiederhergestellt. Ziel war es eine neue Art Wachstuch „Lavatex“ zu schaffen, bei dem ein mit Mustern oder Figuren bedrucktes Gewebe transparent mit Kunststoffen überschichtet wurde. Es fand reisenden Absatz bei den Herstellern von Taschen, Beuteln usw. und auch bei Buchbindereien für Alben.
1953 brach das Geschäft für das Regenmantelgebiet zusammen. Dafür kam als Ersatz die Herstellung von leichten, jedoch luftundurchlässigen Mänteln aus Lederimitat „Lederitmantel“ und die Produktion von Kunstledersättel für Fahrräder. Die Deutschen hatten die Mopeds und Motorräder entdeckt und so fertigte man dafür Sättel und Langsitze. Mit Aufkommen der luftdurchlässigen Popeline-Mäntel und der Autogroßindustrie gingen diese Abnehmer verloren
Bei Ha-Ku arbeiten 1949 noch 40 Beschäftigte. Die Beschäftigten Zahl stieg nach der Währungsreform auf 117 im Jahr 1955, 120 Beschäftigte im Jahr 1957 und auf 128 Beschäftigte im Jahr 1973 wieder an.

### Hildener Stückfärberei Schlieper & Laag (1945 bis 1983)
Die Hildener Firma konnte die schwierigen Nachkriegsjahre überbrücken. Werner Colsman wechselte 1947 als weiterer Geschäftsführer nach Hilden über. Er legte dieses Amt als Geschäftsführer 1952 nieder. Sein Nachfolger wurde im Oktober 1952 Ernst Sippel. Er kam von den Vereinigten Seidenwebereien, Krefeld. Vorher war er technischer Direktor der Georg Schleber AG, (Greiz). Mit der Währungsreform im Juni 1948 setzte sofort ein Ansturm der Webereien auf die Veredelungsbetriebe ein. Der Nachholbedarf der Bevölkerung sorgte für Vollbeschäftigung. Zusammen mit H. E. Schniewind (Haan) und J. P. Bemberg (Wuppertal-Elberfeld) entwickelte und brachte die Firma den Artikel „Taischan“ aus Bembergseide mit Noppengarn-Schuss heraus.

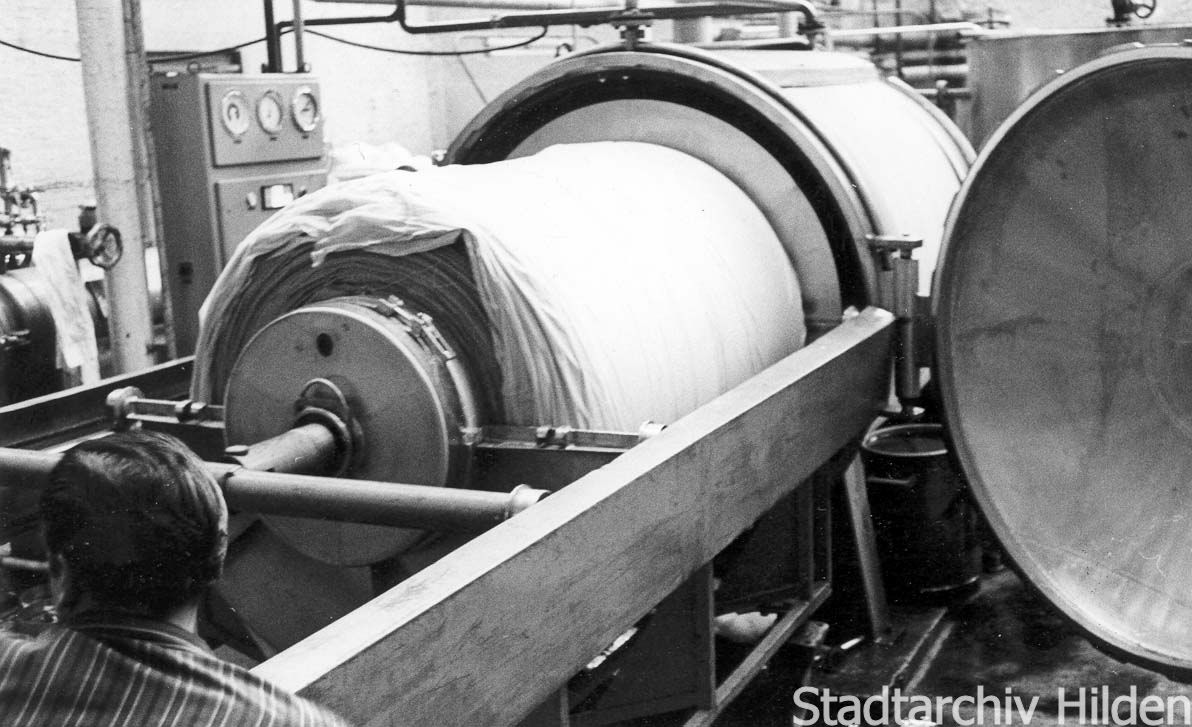
Hildener Stückfärberei Schlieper & Laag, innen

In Hilden wurde zuerst die Färberei reorganisiert. Eine Reihe von Umstellungen gewährleisteten den verbesserten organischen Warenlauf. Neu auf die Beine gestellt wurden die Abkocherei und die Appretur.
Durch Unvorsichtigkeiten bei Schweißarbeiten brannte im Februar 1953 die Legerei- und Versandabteilung vollständig nieder. Glücklicherweise war die Appretur geschützt und konnte dem Zugriff der Flammen entzogen werden.
Ernst Sippel erkrankte 1955 schwer und Karl Sauerborn übernahm zeitweise auch die Technische Geschäftsführung. 1956 kam von der Baseler Schetty-Gruppe Ernst Stuber, der als technischer Leiter die Umstellung von Garn auf die synthetischen Fasern Perlon- und Nylongewebe und dann auf die Polyester zu bewältigen hatte. Diese Chemiefasern wurden von der Wäsche-Industrie insbesondere der Mieder-Industrie abgerufen.
Mit Verlegung der Produktion und dem Sitz der Schlieper & Laag GmbH (Vohwinkel) nach Hilden zur Hildener Stückfärberei wurde 1960 auch die Hammersteiner Kunstleder GmbH 100%ige Tochter von Schlieper & Laag in Hilden.
Am 30. April 1959 erhielt Abteilungsleiter Fritz Lange, bei seinem Arbeitsjubiläum, das Bundesverdienstkreuz am Bande, weil er 50 Jahre bei der Firma Schlieper & Laag (Hilden) in der Neustraße 54 tätig war.
Die Hildener Stückfärberei Schlieper & Laag ließ 1963 am Lehmkuhler Weg 1 in Hilden 21 neue Werkswohnungen bauen. Das Schlösschen musste weichen.
Die Schlieper & Laag (Hilden) stellte am 22. April 1972 ihren Betrieb auf Erdgas um. Jährlich sollten 11 Millionen Kubikmeter Erdgas entnommen werden.
Anfang 1982 gehörte das Unternehmen zum französischen Mischkonzern Chargeurs Réunis und beschäftigte nur noch 140 Mitarbeiter. Die Verlagerung der Textilindustrie ins Ausland, die Wirtschaftskrise und die verschärfte Markt Konkurrenz traf auch die Firma Hildener Stückfärberei Schlieper & Laag. Sie baute März 1982 Arbeitsplätze ab.
Schließlich musste 1983 die Firma Hildener Stückfärberei Schlieper & Laag liquidiert werden. Dadurch verloren 135 Mitarbeiter der Stückfärberei ihren Arbeitsplatz.
Der Förderverein Museum der Stadt Hilden erwarb alte Maschinen und Werkzeuge der Firma Hildener Stückfärberei Schlieper & Laag.

## Verkauf, Räumung und Sanierung der Betriebsgelände in Hilden (1983 bis 1992)
Zur zügigen Sanierung einer Altlast und späteren Ansiedlung neuer Betriebe kaufte am 12. Dezember 1983 zuerst die städtische Grundstücksgesellschaft Hilden mbH (GKA) das Werksgeländes der ehemaligen Hildener Stückfärberei auf. Sie verkaufte es am 18. September 1984 an das Land NRW, die auf dem Gelände den Bau eines Finanzamtes für die Städte Hilden, Haan, Langenfeld (Rheinland) und Monheim am Rhein errichten wollte. Der Boden war jedoch mit Chlorkohlenwasserstoffen so stark belastet, dass er zunächst aufwändig saniert werden musste.

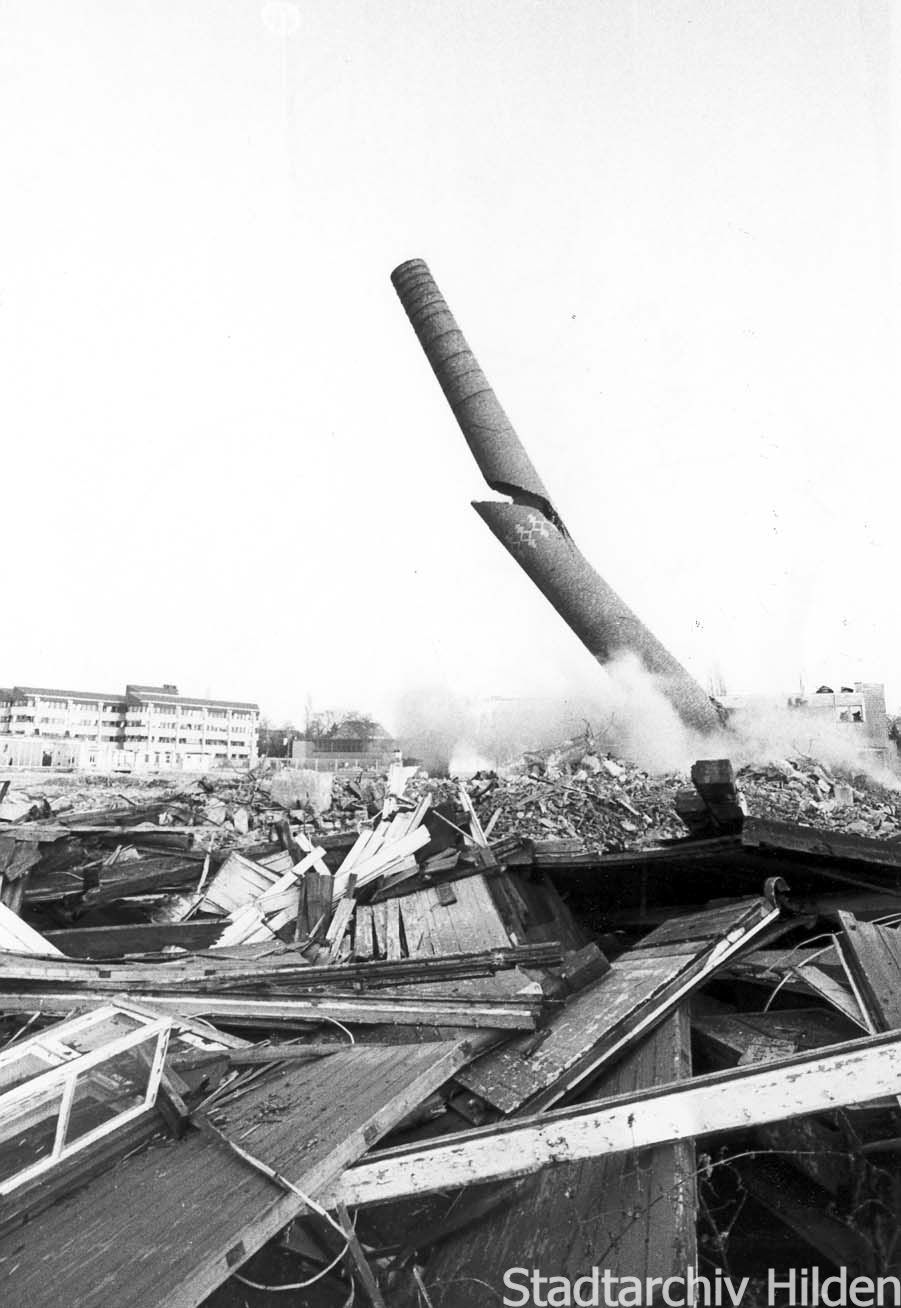
Hildener Stückfärberei Schlieper & Laag, Sprengung des Fabrikschornsteins

Im September 1984 wurde mit dem Abriss der Gebäude der Hildener Stückfärberei Schlieper & Laag begonnen.
Die Sprengung des Fabrikschornsteins erfolgte kurz danach am 13. Dezember 1984 und am 27. Dezember 1984 wurde die großen Halle gesprengt.
Weil die Bodenbelastung so hoch war, wurde 1985 auf dem Gelände eine Grundwasser-Desorptionsanlage installiert. Sie sollte die Belastung des Grundwassers an dieser Stelle von rund 1000 Mikrogramm chlorierter Kohlenwasserstoffe pro Liter auf erlaubte 25 Mikrogramm reduzieren.
In der Zwischenzeit zogen daher die Mitarbeiter des 1986 gegründeten Finanzamtes Hilden zunächst in provisorische Räume am Immermannhof in Düsseldorf ein. Die Sanierung dauerte dann 8 Jahre bis schließlich das Finanzamt und die Versicherung CiV (die spätere Pro-Activ) gebaut werden konnten.
Durch die Schließung einiger großer Betriebe (u. a. Mannesmann, Bremshey, W. Bauermann & Söhne und Schlieper & Laag,) verlor Hilden im Zeitraum 1978 bis 1984 im Rahmen der sogenannten unfreiwilligen „Entindustrialisierung“ durch die Wirtschaftskrise sowie der folgenden Öl- und Stahlkrisen ca. 4500–5000 Arbeitsplätze.

## Finanzamt und Versicherungen (1992 bis heute)
Die ersten Baumaschinen rückten erst im Jahr 1992 an der Neustraße an. Die Steuerbeamten des Finanzamtes zogen im September 1995 in den Neubau ein.
Der Talanx-Konzern kaufte 1997 das Gelände der ehemaligen Stückfärberei Schlieper & Laag an der Hofstraße Ecke Neustraße, um ihren Hauptsitz der CiV-Versicherungs-AG, Partner der Citibank von Düsseldorf nach Hilden zu verlegen. 1998 erfolgte die Grundsteinlegung für ein Verwaltungsgebäude der CiV-Versicherung. Danach war die Proactiv Servicegesellschaft mbH und die Targo Versicherungen und heute die HDI Versicherung am Proactiv Platz 1 tätig.